# Allmänviljan
Allmänviljan (volonté générale), ett av Jean-Jacques Rousseau myntat begrepp som syftade till ett helt samhälles gemensamma vilja. Han utvecklade begreppet i sin bok Om samhällsfördraget. Ett politiskt mål för Rousseau var att enskilda individers viljor skulle överensstämma med allmänviljan. Detta såg han som en nödvändig förutsättning för att staten skulle överleva i hans direktdemokratiska variant.
Allmänviljan måste skiljas från summan av alla individers vilja, det vill säga allas vilja. Att man exempelvis i ett politiskt val röstar på det parti eller den person vars politik man anser vara bäst för samhället i stort, snarare än det parti eller den person som skulle gynna ens egna intressen bäst, är att agera i enlighet med allmänviljan. Allmänviljan skiljer sig ofta från allas vilja, och enligt Rousseau och andra är det eftersträvansvärt att individer inser och handlar i enlighet med den.
Det stora problemet med allmänviljan är att veta hur den skall uttolkas, vem/vilka som skall uttolka den; även hur den skall förverkligas och vem/vilka som skall förverkliga den. Rousseau kom fram till att i vissa fall kunde allmänviljan uttolkas av en "upplyst minoritet", i extremfall av en enda person. Flera diktaturer under 1900-talet påstod att de uttolkade och förverkligade allmänviljan trots det lidande regimen tvingade på folkflertalet. Fiender till sådana regimer kunde stämplas som "fiender till folket" eller att de inte förstod sitt eget bästa med hänvisning till det som styrande uttolkade och förverkligade allmänviljan.